# Anzalas
Anzalas (em grego: Ανζαλας) foi um oficial bizantino de origem armênia do século VI, ativo sob o imperador Justiniano (r. 527–565). Doríforo do general Narses, aparece em junho de 552, quando, na iminência da Batalha da Tumba dos Galos, matou em combate solo um desertor romano Cocas que combatia no exército do rei Tótila (r. 541–552).